# Robert Schedler
Robert Schedler (* 6. November 1866 in Altstätten; † 8. August 1930 in Zürich) war ein Schweizer Schriftsteller.

## Leben
Schedler studierte reformierte Theologie an den Universitäten Basel und Jena. Er war Pfarrer in Sax-Frümsen, Wildhaus, Grenchen und Langenthal. Bekannt geworden ist er als Autor von Der Schmied von Göschenen. Der historische Roman, in dem von der Bezwingung der Schöllenenschlucht erzählt wird, ist zu einem Klassiker der Jugendliteratur geworden und wurde bis 1971 in elf Auflagen gedruckt.

## Werke
- 1906 Jost Grob (1611–1692). Ein tapferer Mann und guter Protestant in schwerer Zeit.
- 1919 Die Freiherren von Sax zu Hohensaxen.
- 1920 Der Schmied von Göschenen. Eine Erzählung aus der Urschweiz; Sauerländer AG, Aarau
- 1925 Oberaargau und Unteremmenthal, herausgegeben vom oberaargauisch-unteremmenthalischen Komitee für das Wanderbuch.
- Jahrbuch des Oberaargaus, Bd. 31 (1988)